# Parrish (Wisconsin)
Parrish – miasto w Stanach Zjednoczonych, w stanie Wisconsin, w hrabstwie Langlade.